# Menesble
Menesble est une commune française située dans le département de la Côte-d'Or en région Bourgogne-Franche-Comté. Les gentilés sont « Menesblois » et « Menesbloise ».

## Géographie

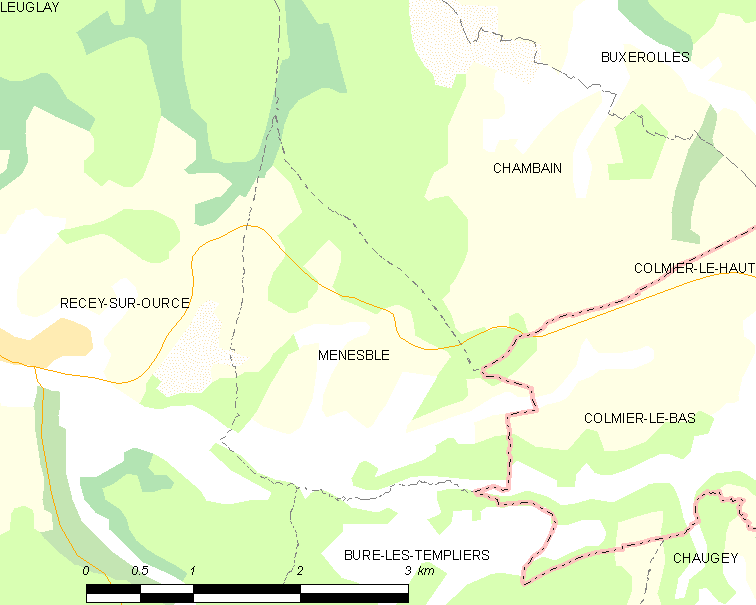

Menesble est une commune située en rive droite de la haute vallée de l'Ource, comprenant les versants et une partie du plateau forestier qui domine la rivière. celle-ci marque la limite de commune sur environ trois kilomètres, entrant à 309 m pour ressortir à 298 m, point bas de la commune. Sa faible pente lui fait parcourir de nombreux méandres à l'origine de belles prairies. On trouve d'autres prairies dans le fond des combes et autour du village situé dans le versant orienté au sud. Le reste du territoire se partage entre agriculture et sylviculture, celle-ci occupant plutôt les sommets des collines au-delà de 400 m d'altitude. À l'est, la limite de commune est aussi la limite départementale avec la Haute-Marne sur 2 km, le point le plus nord de cette limite est le point culminant de la commune à 444 m dans la pente du mont de la Grande-Frasse.

### Accès
La route qui joint Recey-sur-Ource à Auberive traverse le finage de Menesble sur le plateau en lisière de forêt (D 928 sur la Côte-d'Or et D 428 sur la Haute-Marne). Plus au sud le village est à l'écart des grandes routes, il est relié à Recey-sur-Ource par la D 102 d qui monte ensuite rejoindre la D 928. Le Sud et l'est de la commune sont isolés au niveau routier par de grands massifs forestiers, à part le chemin des Muns, ancienne voie forestière bitumée qui permet de rejoindre Bure-les-Templiers au sud par un parcours pittoresque. Vers l'est, il n'y a qu'un chemin et le tracé d'une ancienne ligne de chemin de fer pour suivre la vallée de l'Ource où se trouvent des fermes isolées.

### Hameaux, écarts, lieux-dits
La population est regroupée dans le village, la commune n'a pas de hameau rattaché.
- Habitat ou bâti écarté : ferme du Moulin.
- Lieux-dits d'intérêt local : Peute Côte, côte du Puits, combe au Bœuf, combe Volpin, mont des Chênes (401 m), bois : les Frasses, la Renoie.

### Hydrographie
Dans le versant rive droite de l'Ource qui coule ici d'est en ouest, les combes s'orientent naturellement nord-sud. Mais aucun ruisseau n'existe pour rejoindre la rivière, la source qui pourrait alimenter la combe Voilpin est captée, et on trouve tout au plus quelques prés humides dans la combe au Bœuf. Dans cette région, les eaux des plateaux ont tendance à disparaître dans les calcaires solubles du Jurassique et peuvent arriver aux rivières par des réseaux souterrains, ou réapparaître comme sources dans les versants comme celles qui alimentaient abreuvoir, fontaine et lavoir du village. La captation de l'eau alimentant le réservoir au-dessus du village pour les besoins d'eau potable n'est certainement pas étranger à l'assèchement de ces exsurgences, ajoutée à la diminution générale des débits d'eau consécutive au réchauffement climatique.
L'Ource est ici à une quinzaine de kilomètres de sa source, elle est une rivière importante du bassin versant de la Seine, fleuve dans laquelle elle se jette après un cours total d'une centaine de kilomètres.

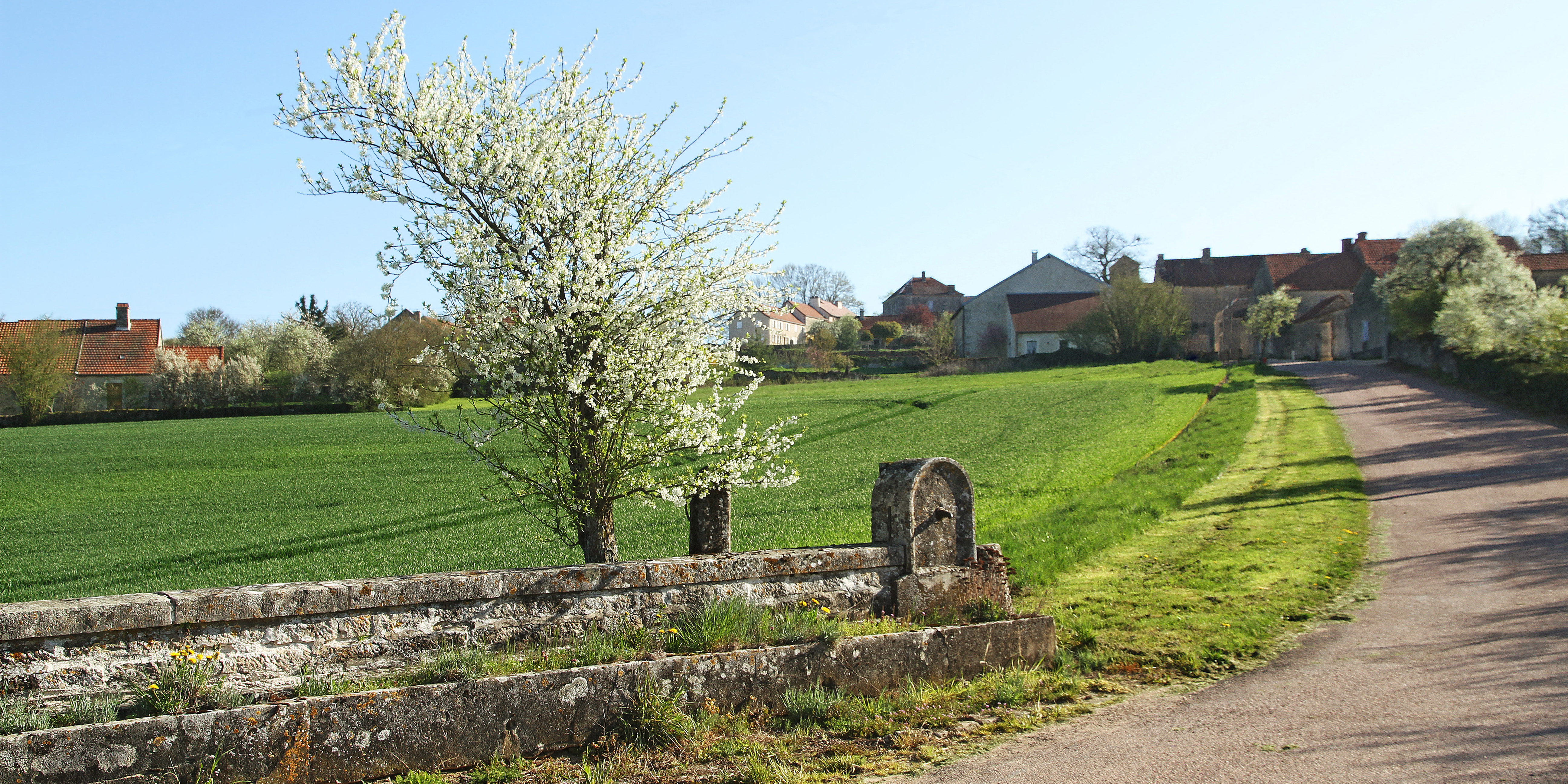
Ancien abreuvoir au pied du village sur la route de Recey-sur-Ource.

### Climat
Pour des articles plus généraux, voir Climat de la Bourgogne-Franche-Comté et Climat de la Côte-d'Or.
En 2010, le climat de la commune est de type climat des marges montargnardes, selon une étude du Centre national de la recherche scientifique s'appuyant sur une série de données couvrant la période 1971-2000. En 2020, Météo-France publie une typologie des climats de la France métropolitaine dans laquelle la commune est exposée à un climat océanique altéré et est dans la région climatique  Lorraine, plateau de Langres, Morvan, caractérisée par un hiver rude (1,5 °C), des vents modérés et des brouillards fréquents en automne et hiver. 
Pour la période 1971-2000, la température annuelle moyenne est de 9,9 °C, avec une amplitude thermique annuelle de 16,7 °C. Le cumul annuel moyen de précipitations est de 944 mm, avec 13 jours de précipitations en janvier et 8,5 jours en juillet. Pour la période 1991-2020, la température moyenne annuelle observée sur la station météorologique de Météo-France la plus proche, « Bure Les Templiers_sapc », sur la commune de Bure-les-Templiers à 4 km à vol d'oiseau, est de 10,7 °C et le cumul annuel moyen de précipitations est de 898,2 mm,. Pour l'avenir, les paramètres climatiques de la commune estimés pour 2050 selon différents scénarios d'émission de gaz à effet de serre sont consultables sur un site dédié publié par Météo-France en novembre 2022.

## Urbanisme

### Typologie
Au 1er janvier 2024, Menesble est catégorisée commune rurale à habitat très dispersé, selon la nouvelle grille communale de densité à 7 niveaux définie par l'Insee en 2022.
Elle est située hors unité urbaine et hors attraction des villes,.

### Occupation des sols
L'occupation des sols de la commune, telle qu'elle ressort de la base de données européenne d’occupation biophysique des sols Corine Land Cover (CLC), est marquée par l'importance des territoires agricoles (65,8 % en 2018), en diminution par rapport à 1990 (68,2 %). La répartition détaillée en 2018 est la suivante : 
terres arables (37,6 %), forêts (34,2 %), prairies (28 %), zones agricoles hétérogènes (0,2 %). L'évolution de l’occupation des sols de la commune et de ses infrastructures peut être observée sur les différentes représentations cartographiques du territoire : la carte de Cassini (XVIIIe siècle), la carte d'état-major (1820-1866) et les cartes ou photos aériennes de l'IGN pour la période actuelle (1950 à aujourd'hui).

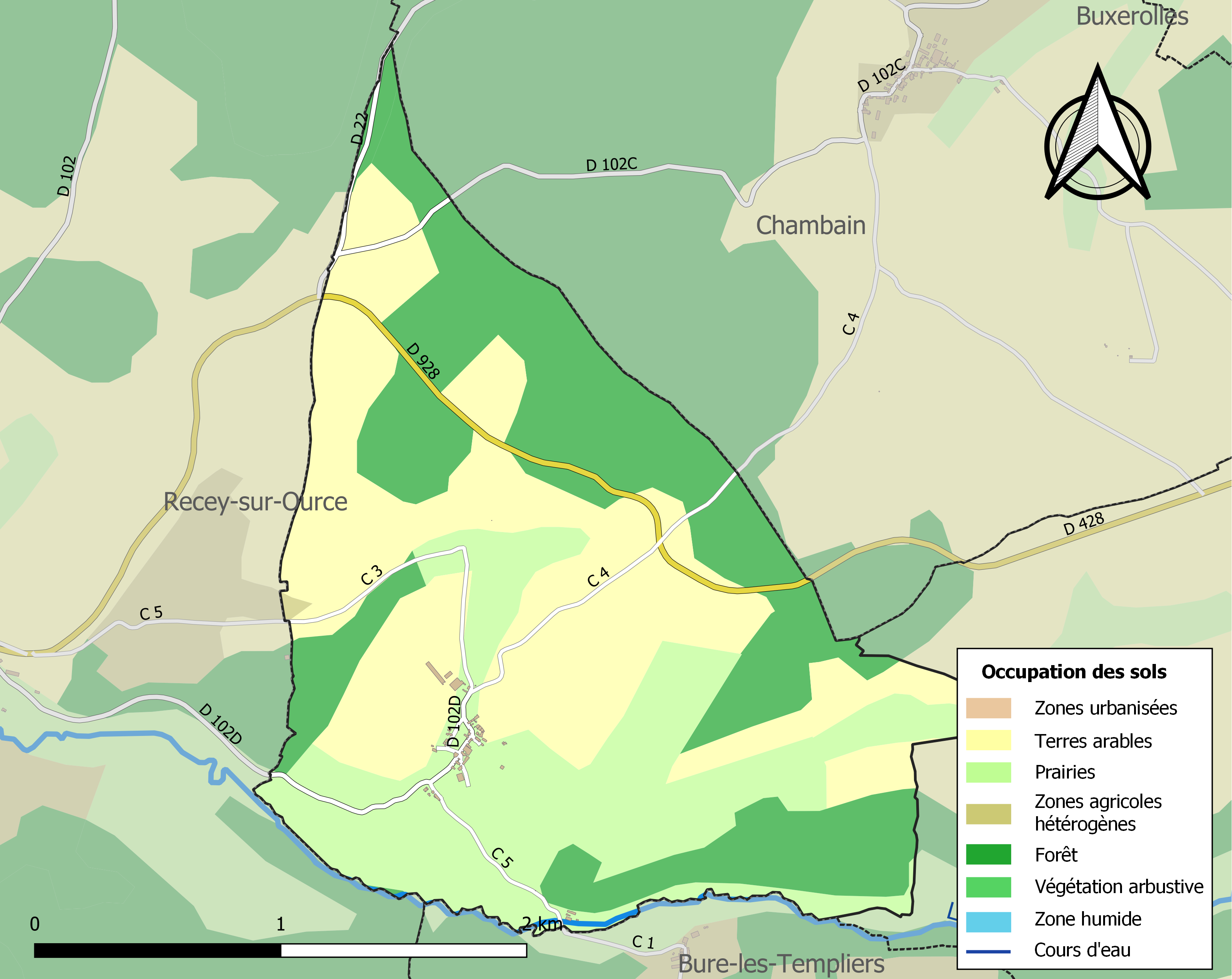
Carte des infrastructures et de l'occupation des sols de la commune en 2018 (CLC).

## Histoire

### Antiquité
Des vestiges épars attestent d'un peuplement à l'époque gallo-romaine.

### Moyen Âge
Des sarcophages mérovingiens en attestent la prolongation au cours du haut Moyen Âge.
Le territoire est alors compris dans le duché de Bourgogne.

### Époque moderne
La seigneurie qui s'est retransmise jusque-là entre laïcs est acquise par la chartreuse de Lugny en 1674.

## Politique et administration
Menesble appartient :
- à l'arrondissement de Montbard,
- au canton de Châtillon-sur-Seine et
- à la communauté de communes du Pays Châtillonnais

| Période                                  | Période  | Identité          | Étiquette | Qualité |
| ---------------------------------------- | -------- | ----------------- | --------- | ------- |
| mai 2020                                 | En cours | Dominique CLAUDON | SE        |         |
| mars 2001                                | mai 2020 | Noëlle GOUSTIAUX  | SE        |         |
| 1986                                     | 2001     | Charles GOUSTIAUX | SE        |         |
|                                          |          | Hélène WILLERMOZ  | SE        |         |
| Les données manquantes sont à compléter. |          |                   |           |         |

## Démographie
L'évolution du nombre d'habitants est connue à travers les recensements de la population effectués dans la commune depuis 1793. Pour les communes de moins de 10 000 habitants, une enquête de recensement portant sur toute la population est réalisée tous les cinq ans, les populations de référence des années intermédiaires étant quant à elles estimées par interpolation ou extrapolation. Pour la commune, le premier recensement exhaustif entrant dans le cadre du nouveau dispositif a été réalisé en 2006.

En 2022, la commune comptait 16 habitants, en évolution de +60 % par rapport à 2016 (Côte-d'Or : +0,82 %, France hors Mayotte : +2,11 %).
| 1793 | 1800 | 1806 | 1821 | 1831 | 1836 | 1841 | 1846 | 1851 |
| ---- | ---- | ---- | ---- | ---- | ---- | ---- | ---- | ---- |
| 133  | 149  | 135  | 117  | 139  | 129  | 117  | 97   | 101  |

| 1856 | 1861 | 1866 | 1872 | 1876 | 1881 | 1886 | 1891 | 1896 |
| ---- | ---- | ---- | ---- | ---- | ---- | ---- | ---- | ---- |
| 93   | 88   | 92   | 86   | 73   | 98   | 86   | 87   | 70   |

| 1901 | 1906 | 1911 | 1921 | 1926 | 1931 | 1936 | 1946 | 1954 |
| ---- | ---- | ---- | ---- | ---- | ---- | ---- | ---- | ---- |
| 64   | 51   | 65   | 59   | 60   | 58   | 56   | 57   | 56   |

| 1962 | 1968 | 1975 | 1982 | 1990 | 1999 | 2006 | 2011 | 2016 |
| ---- | ---- | ---- | ---- | ---- | ---- | ---- | ---- | ---- |
| 48   | 35   | 25   | 23   | 13   | 14   | 11   | 11   | 10   |

| 2021 | 2022 | - | - | - | - | - | - | - |
| ---- | ---- | - | - | - | - | - | - | - |
| 14   | 16   | - | - | - | - | - | - | - |

## Culture locale et patrimoine

### Lieux, monuments et pôles d'intérêt
En 2016, la commune compte 1 monument inscrit à l'inventaire des monuments historiques, 7 monuments ou édifices répertoriés à l'Inventaire général du patrimoine culturel et 10 objets répertoriés à l'IGPC.
- Maison de Veyvrand du XVIIe siècle, représentative des maisons seigneuriales du Châtillonnais, construite pour Jehan de Vaivre, avec un colombier et un four à pain  Inscrit MH (1997)[22]. Propriété privée.
- Église Saint-Vinard du XIIIe siècle, construite selon un plan "allongé" (rectangulaire) avec une abside carrée accolée au pignon découvert de la nef. Le clocher carré surmonte le côté droit de la façade, il est couvert du classique toit en pavillon des églises romanes (IGPC 1989)[23]. Elle renferme un Christ en croix et une Vierge à l'enfant en bois polychrome du XVIIIe.
- Lavoir de 1849 (IGPC 1989)[24].
- Mairie en pierres de taille et moellons couvert d'un toit en pavillon, du XIXe siècle (IGPC 1989)[25].
- Maison forte env. XVIIe siècle, dans la ruelle du Puits (IGPC 1989)[26].

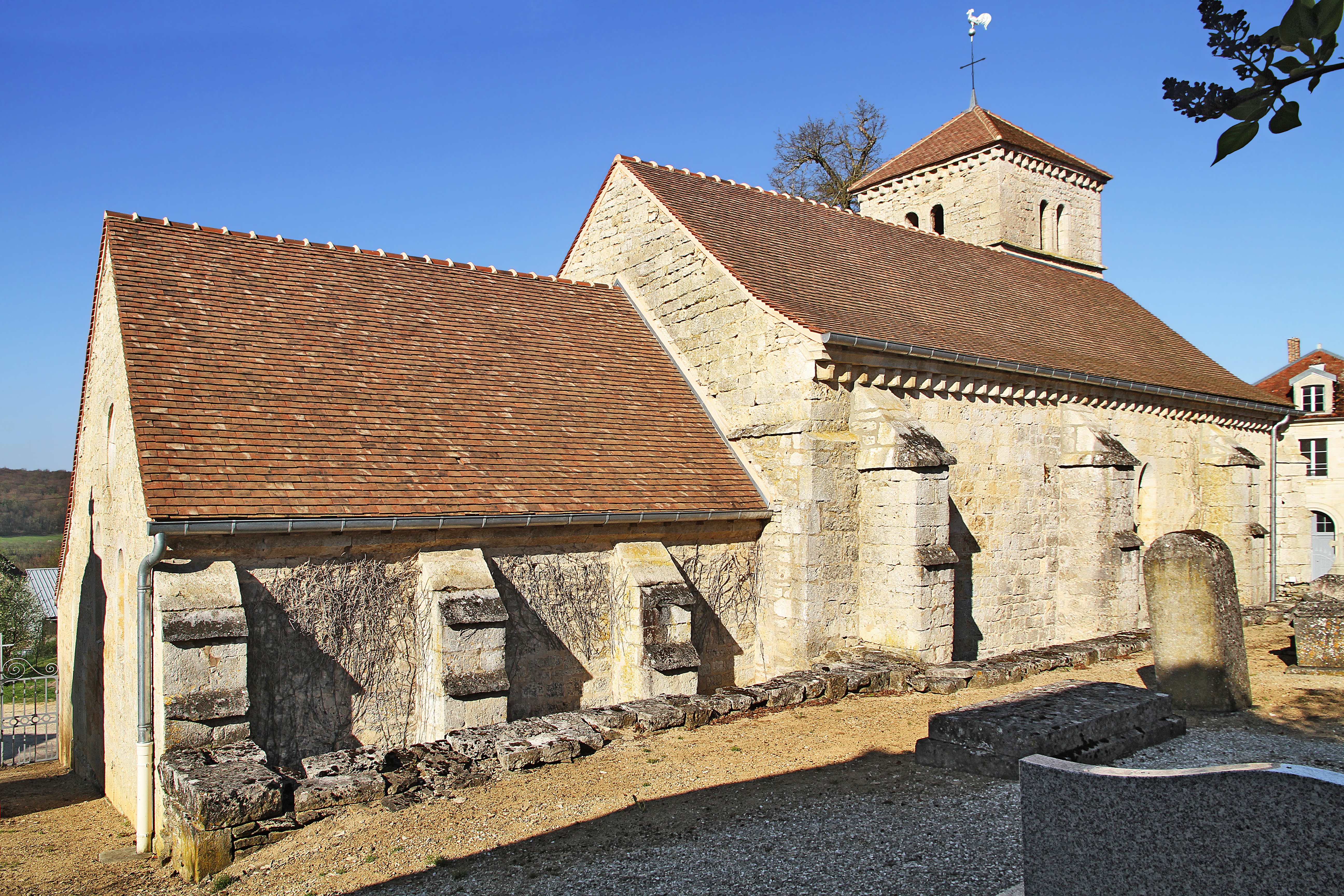
Abside de l'église Saint-Vinard.
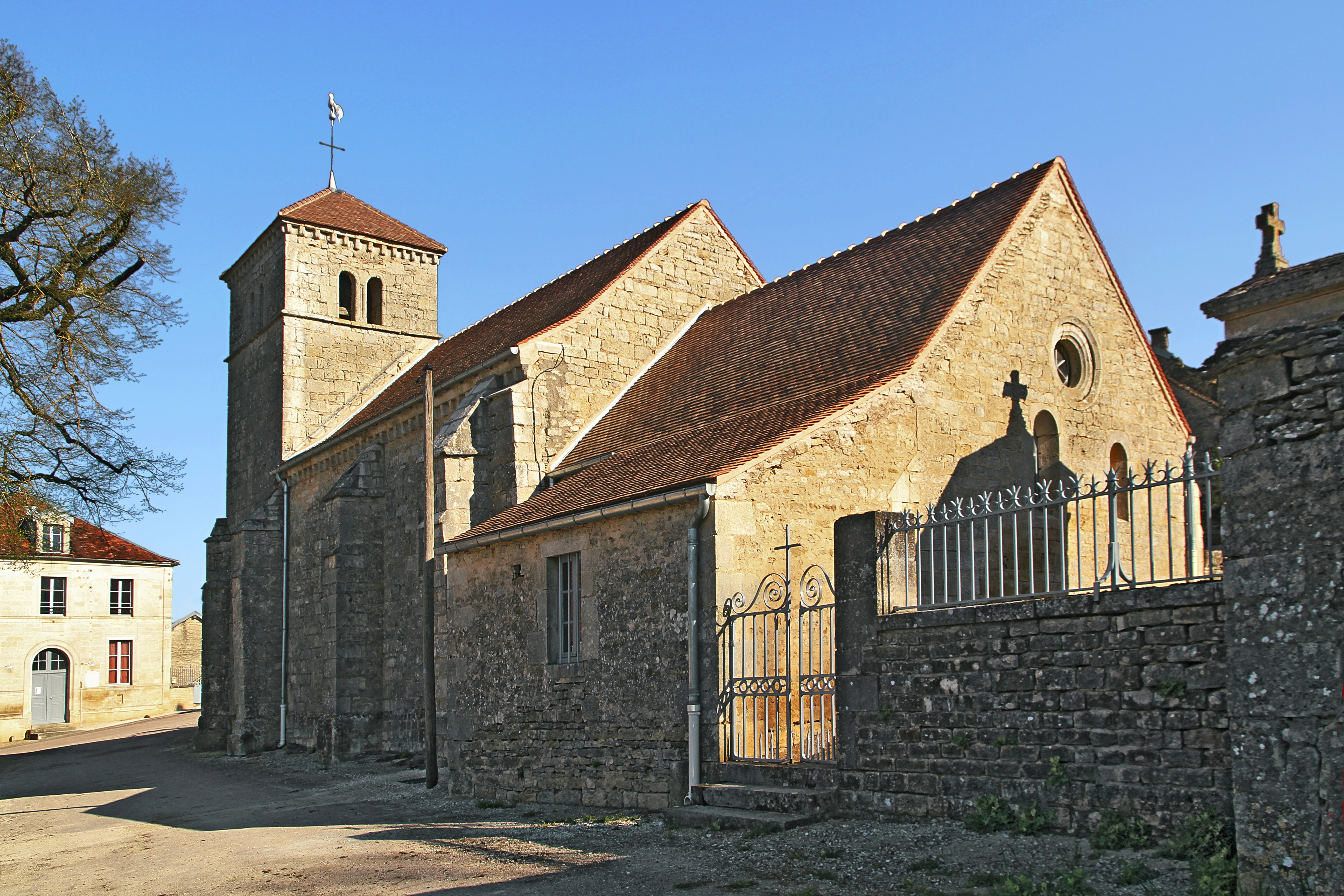
Entrée est de l'enclos paroissial, église et mairie.